# Campionati del mondo di atletica leggera indoor 2024 - Salto in lungo maschile
La gara del salto in lungo maschile dei campionati del mondo di atletica leggera indoor 2024 si è svolta il 2 marzo.

## Podio
| Pos.    | Atleta              | Nazionalità | Misura |
| ------- | ------------------- | ----------- | ------ |
| Oro     | Miltiadīs Tentoglou | Grecia      | 8,22 m |
| Argento | Mattia Furlani      | Italia      | 8,22 m |
| Bronzo  | Carey McLeod        | Giamaica    | 8,21 m |

## Situazione pre-gara

### Record
Prima di questa competizione, il record del mondo e il record dei campionati erano i seguenti.
| Record                | Prestazione | Atleta                  | Data e luogo                    | Competizione                     |
| --------------------- | ----------- | ----------------------- | ------------------------------- | -------------------------------- |
| Record mondiale       | 8,95 m(o)   | Mike Powell Stati Uniti | 30 agosto 1991 Tokyo, Giappone  | Campionati del mondo 1991        |
| Record dei campionati | 8,62 m      | Iván Pedroso Cuba       | 7 marzo 1999 Maebashi, Giappone | Campionati del mondo indoor 1999 |

### Campioni in carica
I campioni in carica a livello mondiale erano:
| Campione        | Atleta                     | Prestazione | Data e luogo                      | Competizione                     |
| --------------- | -------------------------- | ----------- | --------------------------------- | -------------------------------- |
| Olimpico        | Miltiadīs Tentoglou Grecia | 8,41 m(o)   | 2 agosto 2021 Tokyo, Giappone     | Giochi della XXXII Olimpiade     |
| Mondiale        | Miltiadīs Tentoglou Grecia | 8,52 m(o)   | 24 agosto 2023 Budapest, Ungheria | Campionati del mondo 2023        |
| Mondiale indoor | Miltiadīs Tentoglou Grecia | 8,55 m      | 18 marzo 2022 Belgrado, Serbia    | Campionati del mondo indoor 2022 |

### La stagione
Prima di questa gara, gli atleti con le migliori tre prestazioni dell'anno erano:
| Pos. | Atleta                     | Prestazione | Data e luogo                             |
| ---- | -------------------------- | ----------- | ---------------------------------------- |
| 1    | Wayne Pinnock Giamaica     | 8,34 m      | 2 febbraio 2024 Albuquerque, Stati Uniti |
| 1    | Mattia Furlani Italia      | 8,34 m      | 17 febbraio 2024 Ancona, Italia          |
| 3    | Miltiadīs Tentoglou Grecia | 8,26 m      | 18 febbraio 2024 Il Pireo, Grecia        |

## Risultati

### Finale
La finale diretta si è tenuta il 2 marzo alle ore 10:00.
| Pos     | Atleta               | Nazionalità        | 1ª prova | 2ª prova | 3ª prova | 4ª prova | 5ª prova | 6ª prova | Risultato | Note                                     |
| ------- | -------------------- | ------------------ | -------- | -------- | -------- | -------- | -------- | -------- | --------- | ---------------------------------------- |
| Oro     | Miltiadīs Tentoglou  | Grecia             | 8,22 m   | 7,94 m   | x        | 8,15 m   | 8,11 m   | 8,19 m   | 8,22 m    |                                          |
| Argento | Mattia Furlani       | Italia             | 8,22 m   | 7,91 m   | 7,86 m   | 8,10 m   | 8,04 m   | x        | 8,22 m    |                                          |
| Bronzo  | Carey McLeod         | Giamaica           | x        | 7,94 m   | 7,86 m   | 7,81 m   | 8,21 m   | 8,03 m   | 8,21 m    | Miglior prestazione personale stagionale |
| 4       | Simon Batz           | Germania           | 7,97 m   | 7,81 m   | 7,87 m   | x        | x        | 8,06 m   | 8,06 m    |                                          |
| 5       | Jarrion Lawson       | Stati Uniti        | 7,80 m   | x        | 8,06 m   | 7,92 m   | 7,89 m   | x        | 8,06 m    | Miglior prestazione personale stagionale |
| 6       | Tajay Gayle          | Giamaica           | 7,50 m   | 7,62 m   | 7,89 m   | x        | x        | 7,70 m   | 7,89 m    |                                          |
| 7       | William Williams     | Stati Uniti        | x        | 7,67 m   | 7,76 m   | x        | 7,79 m   | 7,83 m   | 7,83 m    |                                          |
| 8       | Thobias Montler      | Svezia             | 7,79 m   | 7,80 m   | 7,61 m   | x        | x        | 7,65 m   | 7,80 m    |                                          |
| 9       | Wang Jianan          | Cina               | 7,73 m   | 7,74 m   | 6,62 m   |          |          |          | 7,74 m    | Miglior prestazione personale stagionale |
| 10      | Emiliano Lasa        | Uruguay            | 7,71 m   | 7,74 m   | 7,66 m   |          |          |          | 7,74 m    |                                          |
| 11      | Bozhidar Sarâboyukov | Bulgaria           | x        | 7,73 m   | 7,71 m   |          |          |          | 7,73 m    |                                          |
| 12      | Andreas Trajkovski   | Macedonia del Nord | 7,55 m   | 7,73 m   | 7,51 m   |          |          |          | 7,73 m    |                                          |
| 13      | Jeswin Aldrin        | India              | 7,69 m   | x        | x        |          |          |          | 7,69 m    |                                          |
| 14      | Radek Juška          | Rep. Ceca          | x        | x        | 7,68 m   |          |          |          | 7,68 m    |                                          |
| 15      | LaQuan Nairn         | Bahamas            | 7,16 m   | 7,59 m   | 7,56 m   |          |          |          | 7,59 m    |                                          |
| -       | Arnovis Dalmero      | Colombia           | x        | x        | x        |          |          |          | nm        |                                          |